# Van Goghkerkje (Zundert)
Het Van Goghkerkje is een voormalige Nederlands Hervormde kerk aan het Van Goghplein in Zundert.

## Geschiedenis
De kerk behoort van oorsprong tot de Nederlands Hervormde Gemeente en dateert uit 1805. De kosten om de kerk te bouwen waren destijds circa 5.600 gulden.
In 1849 werd ds. Theodorus van Gogh hier predikant. Hij werd bevestigd door zijn vader Vincent van Gogh, die predikant was in Breda.

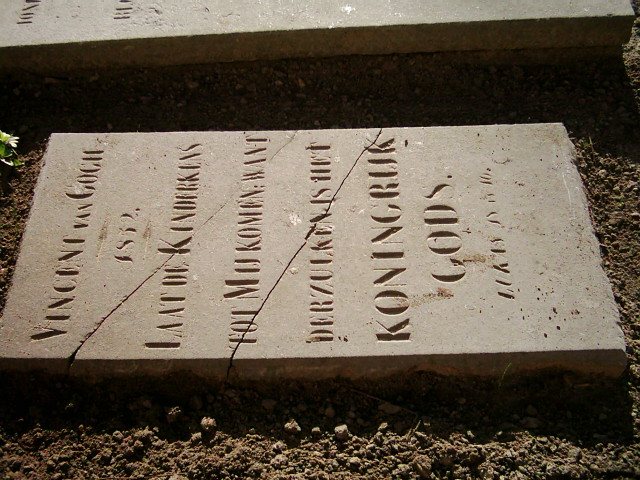
grafsteen van de eerste Vincent van Gogh

Op het kerkhof bevindt zich het graf van de doodgeboren broer van de bekende kunstenaar, die ook Vincent heette. Vincent van Gogh werd in deze kerk gedoopt en ging zondags mee en luisterde naar de preek van zijn vader.
Sinds 1974 staat de kerk onder toezicht van Monumentenzorg. Er vonden regelmatig restauraties plaats. 
In 1994 was de laatste ingrijpende restauratie, waarbij onder meer de muren van een nieuwe verflaag werden voorzien. Er werd een galerij gebouwd, waarop een pijporgel werd geplaatst. Op de zolder kwamen nieuwe balken en het torentje werd vervangen. De kosten waren circa 500 duizend gulden. De kerkgemeenschap van Zundert werd bijgestaan door de Zundertse 'Stichting Ad Usus Pios', hetgeen betekent: 'Tot vroom gebruik'. De stichting werd in 1913 opgericht.
De kerk is in 1990 gefedereerd tot een Samen op Weg-gemeente met de Gereformeerde en de Lutherse kerkgemeenschap. Ze dient nu de Protestantse Kerk Zundert. Deze gemeente bestaat uit circa 300 leden.

## Afbeeldingen

### Exterieur
De kerk is een eenvoudig rechthoekig gebouw met een zadeldak met aan beide zijde puntgevels. Midden op het dak staat een vierkante dakruiter, die bekroond is met een kleine spits. De zijgevels bevatten rondboogvensters en steunberen, en de voorzijde heeft een rondbogige toegangsdeur in geblokte omlijsting. 

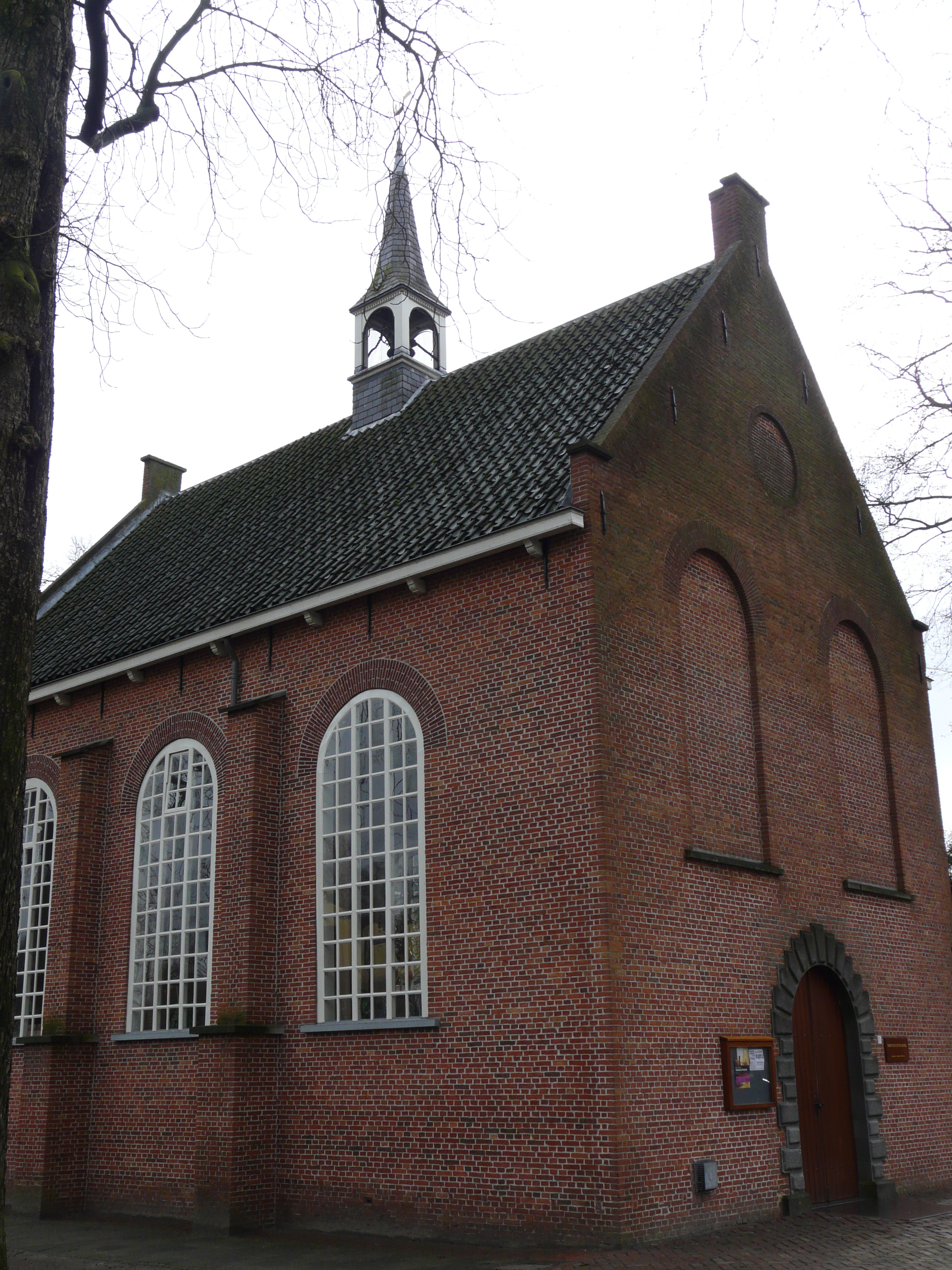
Voorkant
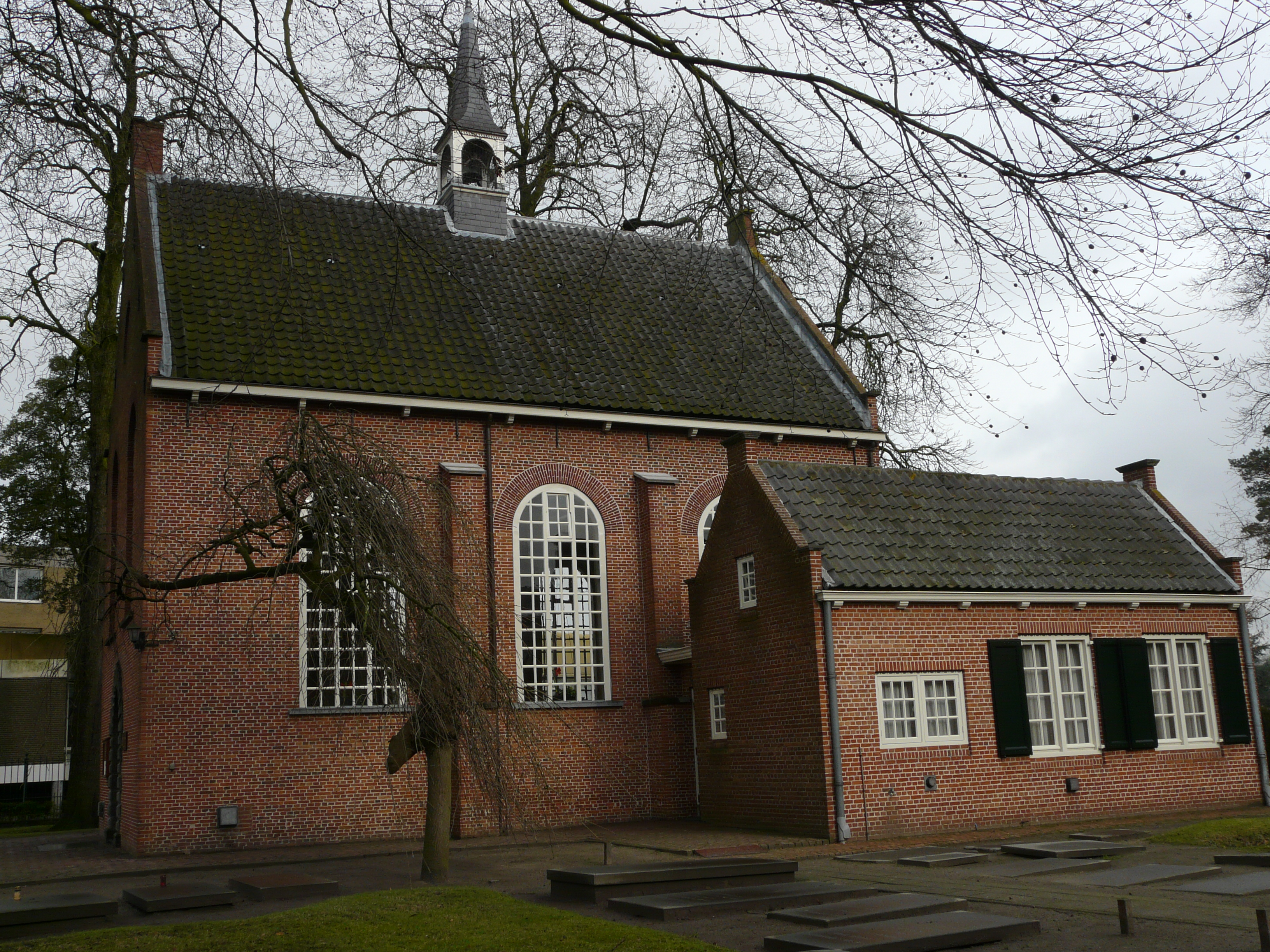
Zijkant
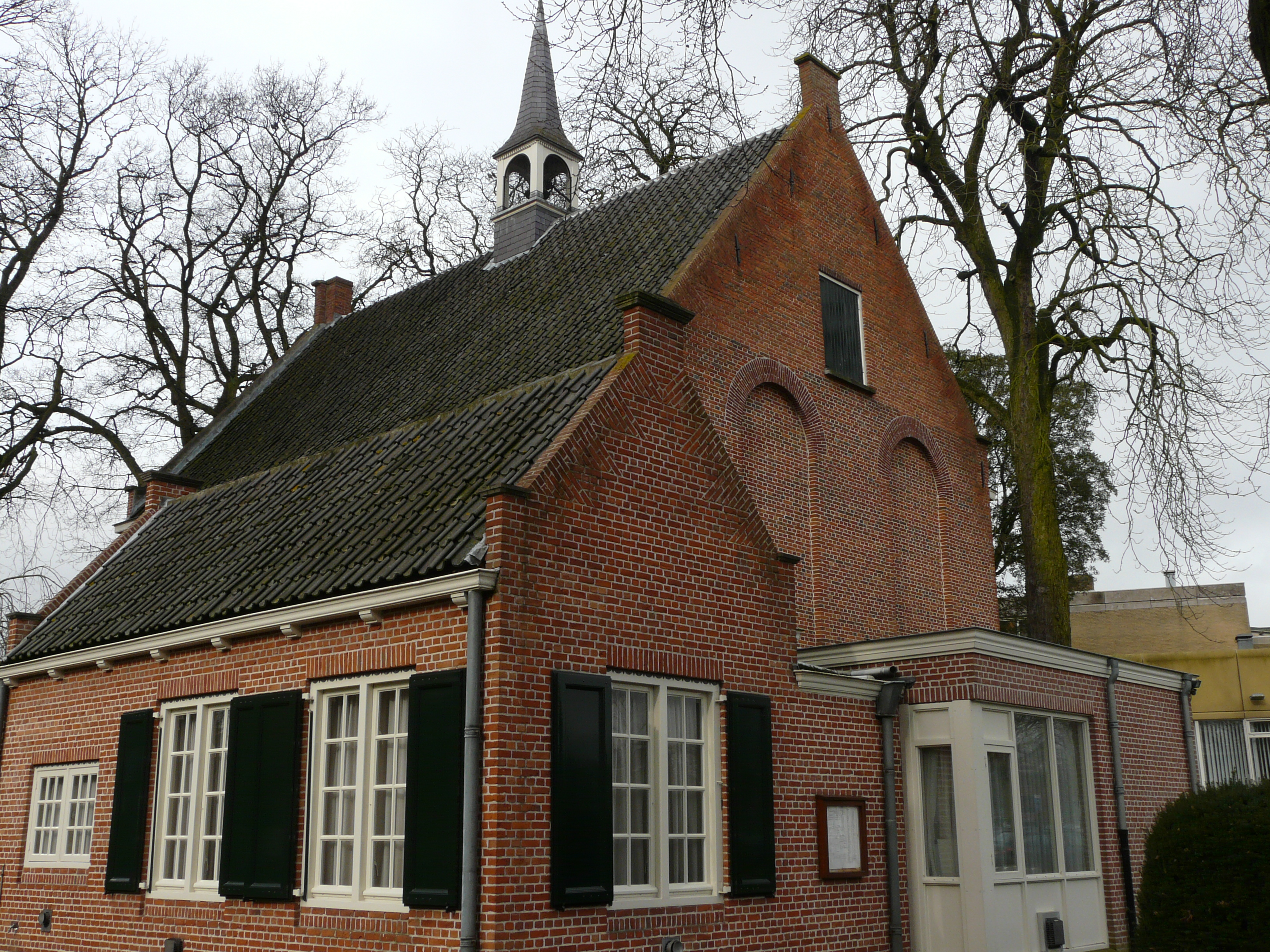
Achterkant

### Interieur
Er is een preekstoel en een doopvont. Ook is er een kroonluchter.
De kerk bezit onder andere twee zilveren avondmaalsbekers die in 1766 door de diaconie zijn geschonken.

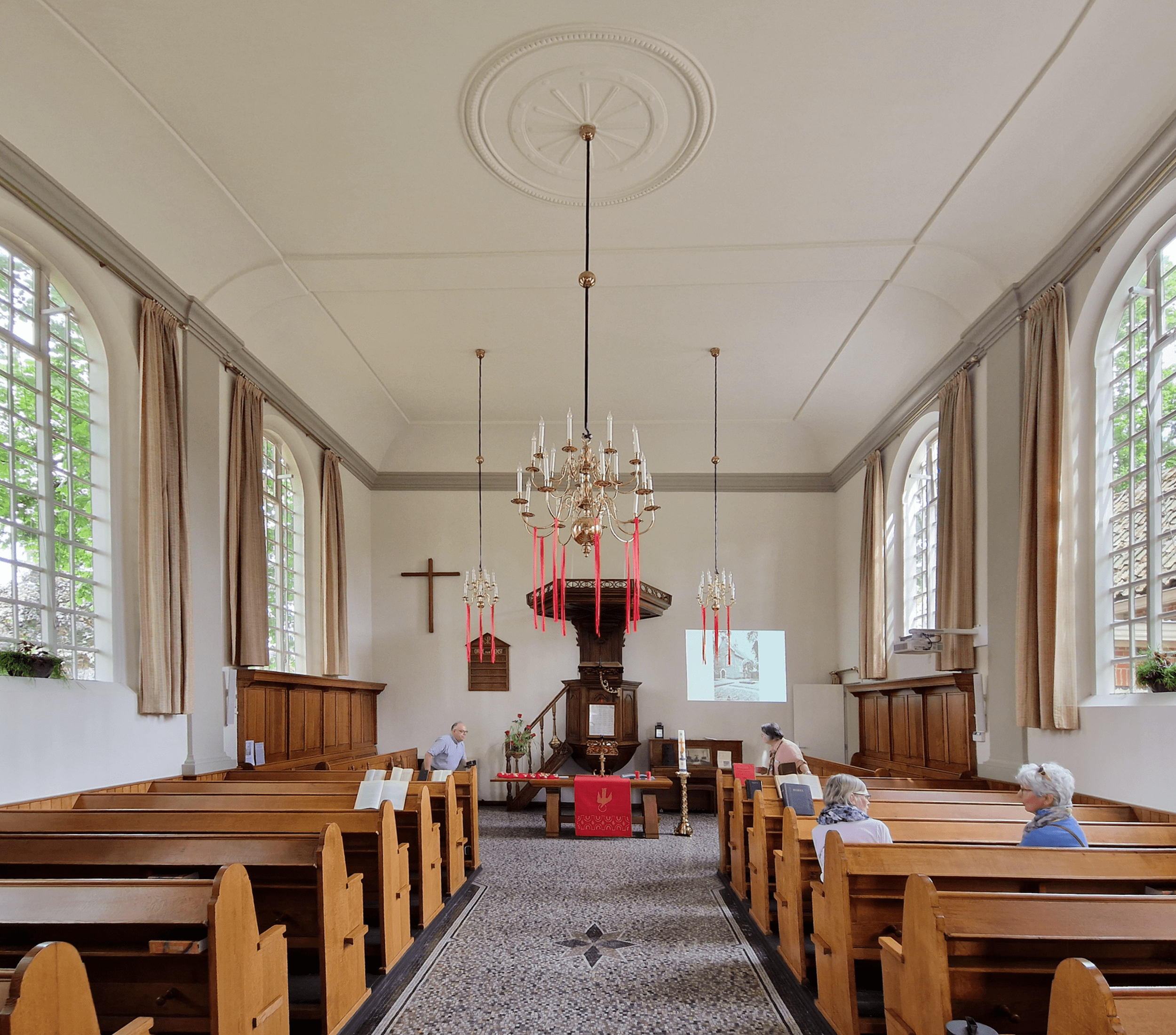
Interieur van het van Goghkerkje, zicht op het altaar en de preekstoel.
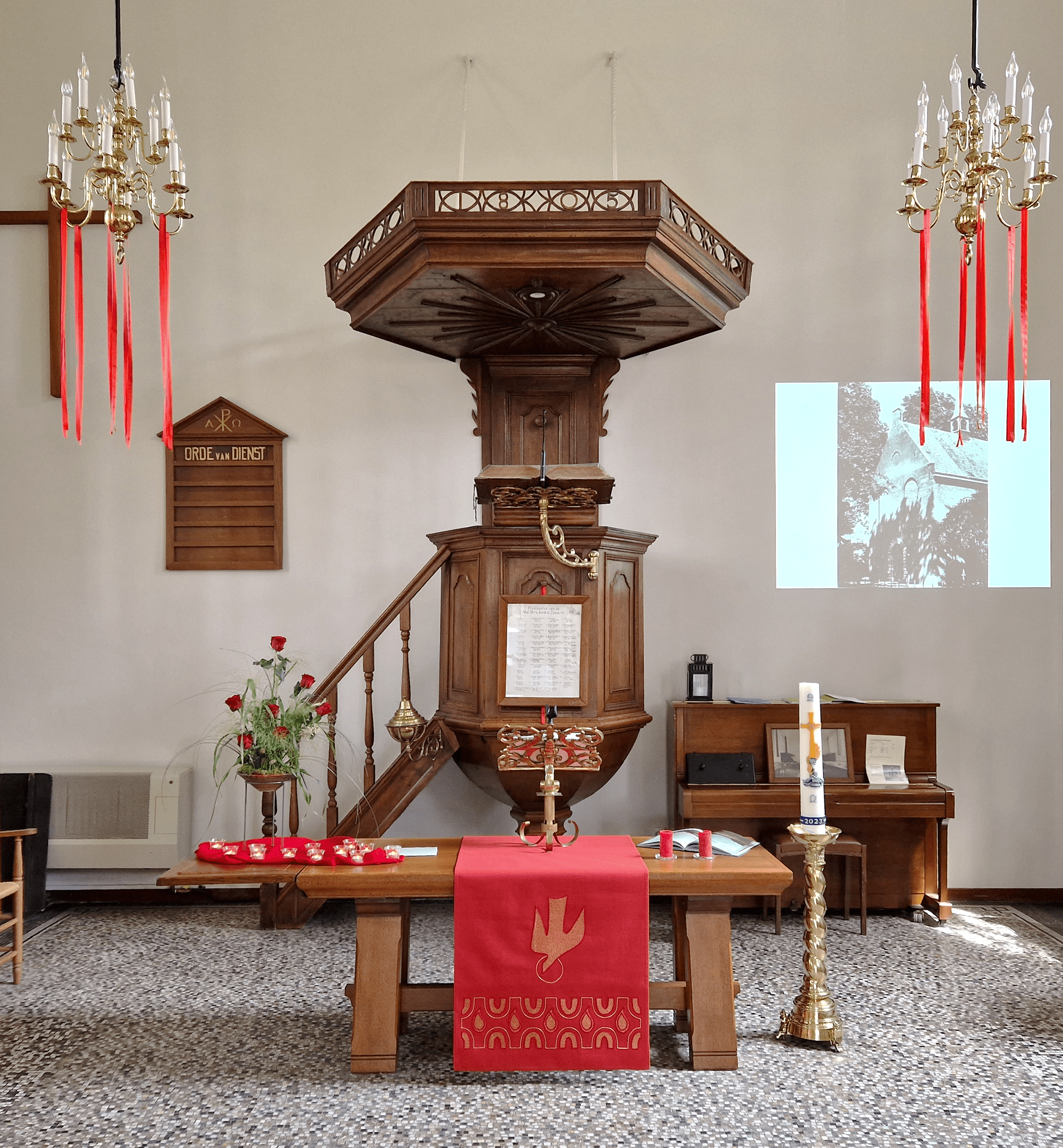
Houten preekstoel.
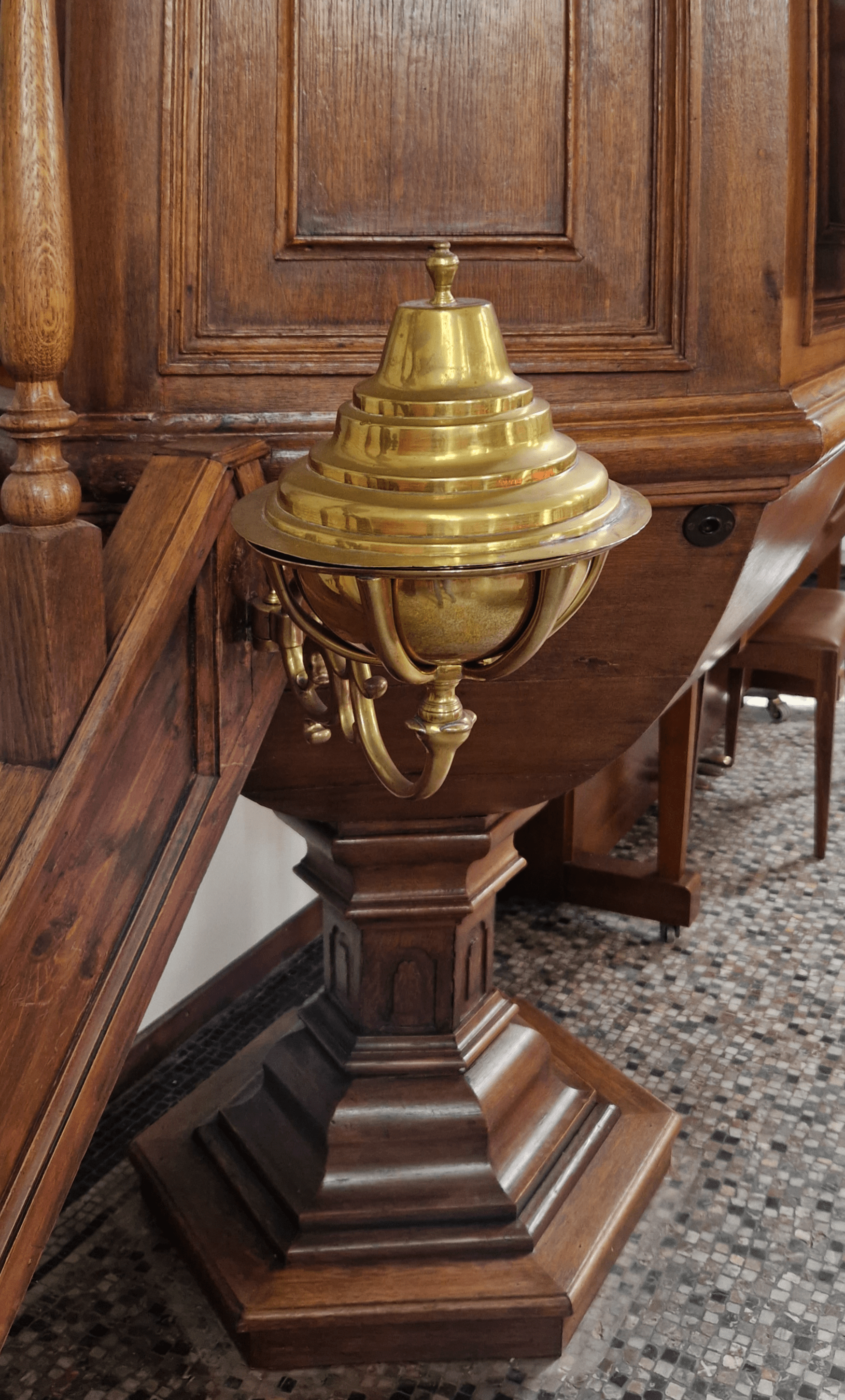
Doopvont bij de preekstoel.
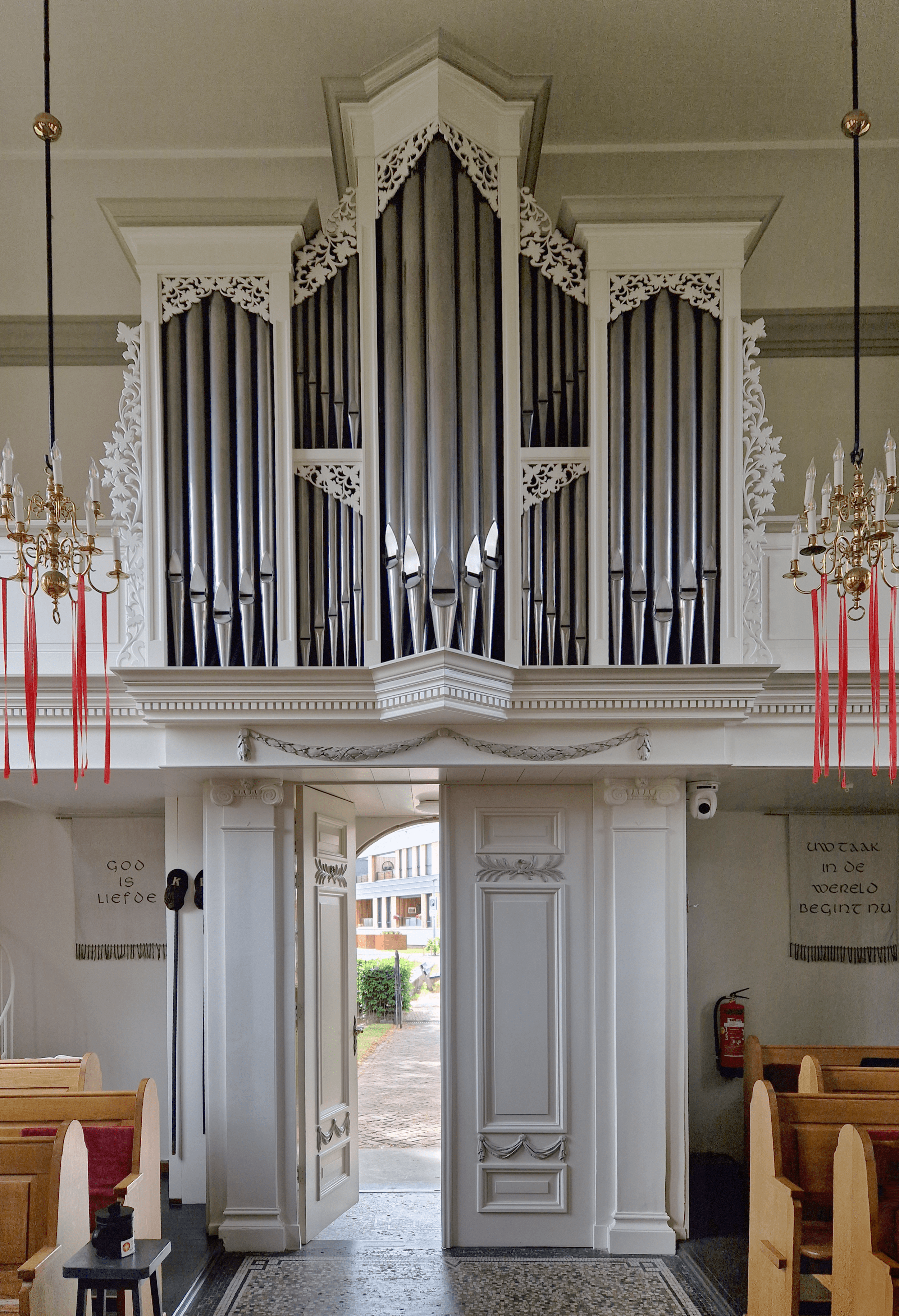
Het orgel van de kerk, boven de ingang.
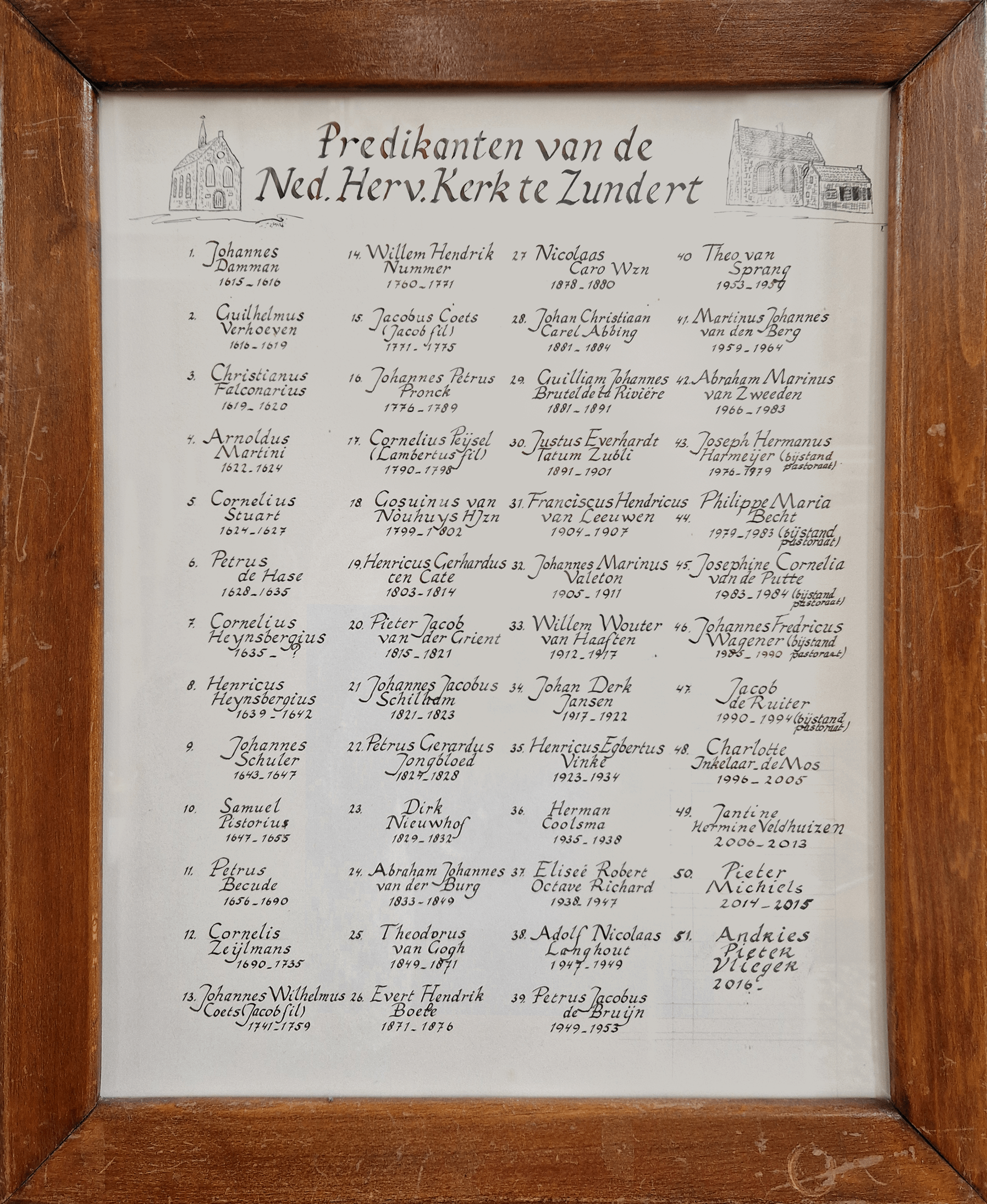
Predikantenlijst met alle predikanten van de kerk sinds diens stichting. Theodorus van Gogh, de vader van Vincent van Gogh, staat op 25.